# Donong (métro de Séoul)
Donong   (hangeul : 도농 ; hanja : 陶農) est une station de passage de la ligne Gyeongui-Jungang du métro de Séoul. Elle est située au 433 Gyeongchun-ro, dans le quartier Donong-dong de la ville Namyangju], sur le territoire de la province Gyeonggi, au nord est de Séoul, en Corée du Sud. 
Ancienne gare ouverte en 1939, elle devient une station de métro en 2005. Elle est desservie par les rames omnibus et express qui circulent sur la ligne.

## Situation sur le réseau

Plan du réseau du métro de Séoul (2023)

Établie en surface, Donong, est une station de passage de la ligne Gyeongui-Jungang du métro de Séoul : elle est située entre la station Guri, en direction du terminus ouest Munsan, et la station Yangjeong, en direction du terminus est Jipyeong.

## Histoire

### Gare ferroviaire  (1939-2005)
La station a pour origine une gare ferroviaire mise en service le 1er avril 1939, lors de l'ouverture à l'exploitation d'une section de l'ancienne ligne Jungang. La gare est desservie par les trains voyageurs omnibus qui circulent sur la ligne.

### Station de métro (depuis 2005)
Donong prend le statut de station du métro de Séoul, le 16 décembre 2005, lors de l'ouverture à l'exploitation de la section de Cheongnyangni à Deokso, remise à niveau : double voie et électrifiée. 
Elle devient une station de la ligne Gyeongui-Jungang, le 27 décembre 2014 lors de l'ouverture de cette nouvelle ligne créée notamment par la fusion d'anciennes lignes dont la ligne Jungang. Depuis, elle est desservie uniquement par les rames du métro.

## Services aux voyageurs

### Accès et accueil
La station est située au 433 Gyeongchun-ro, à Namyangju]. Elle dispose de deux accès situés de part et d'autre des voies établies en surface. Le bâtiment, outre ses fonctions de station du métro, billetterie, contrôle et accès aux quais, dispose de plusieurs commerces et services.

### Desserte
Donong dispose de deux quais latéraux équipés de portes-palières. Elle est desservie par les rames omnibus et qui circulent sur la ligne Gyeongui-Jungang entre Munsan et Jipyeong. Elle est également desservie par des circulation de trains express : le Gyeongui Express dont elle est le terminus est et qui circule jusq'au terminus ouest Munsan ; et le Jungang Express qui circule entre Yongmun et Munsan.

Installations
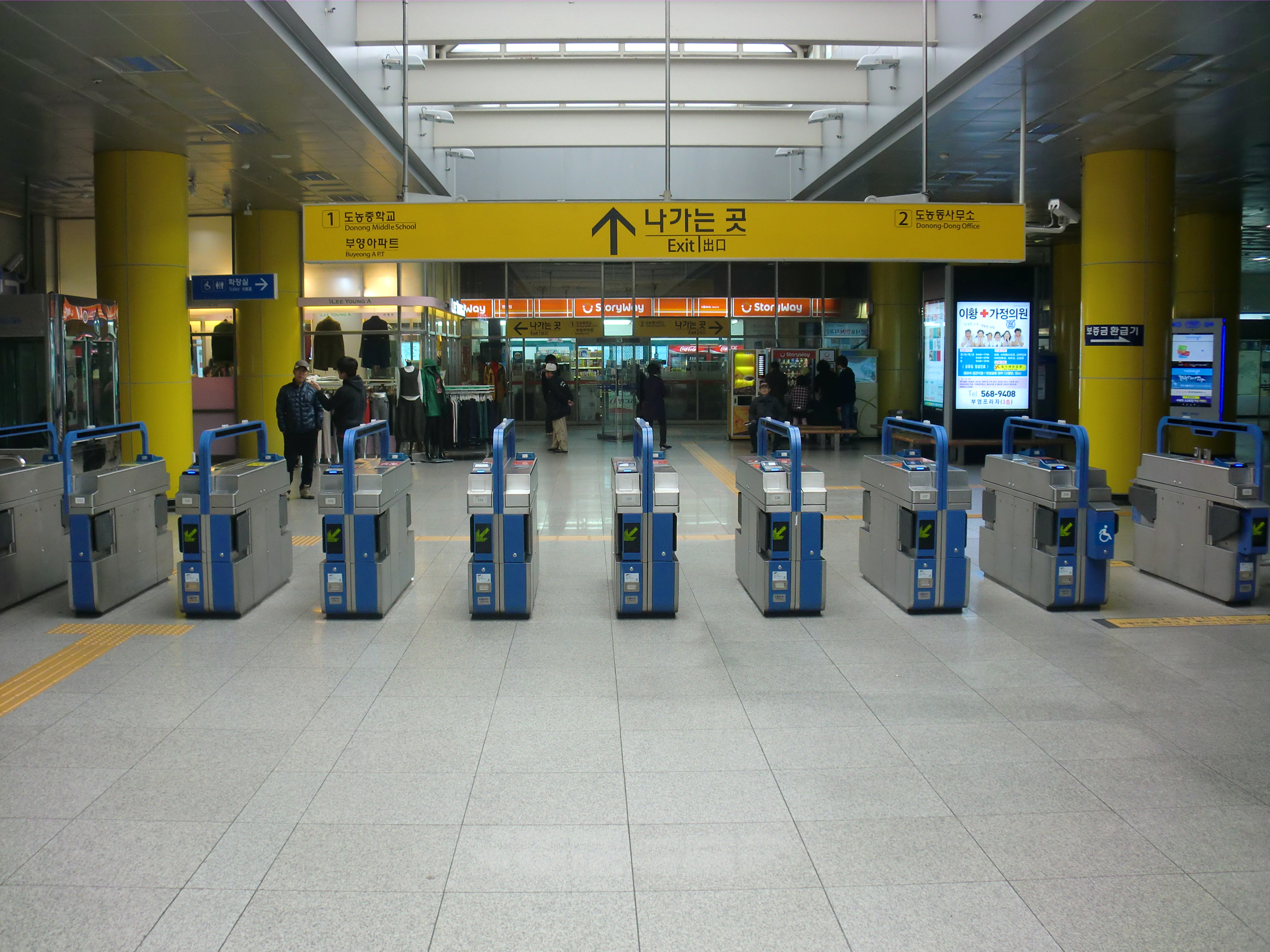
En 2015.
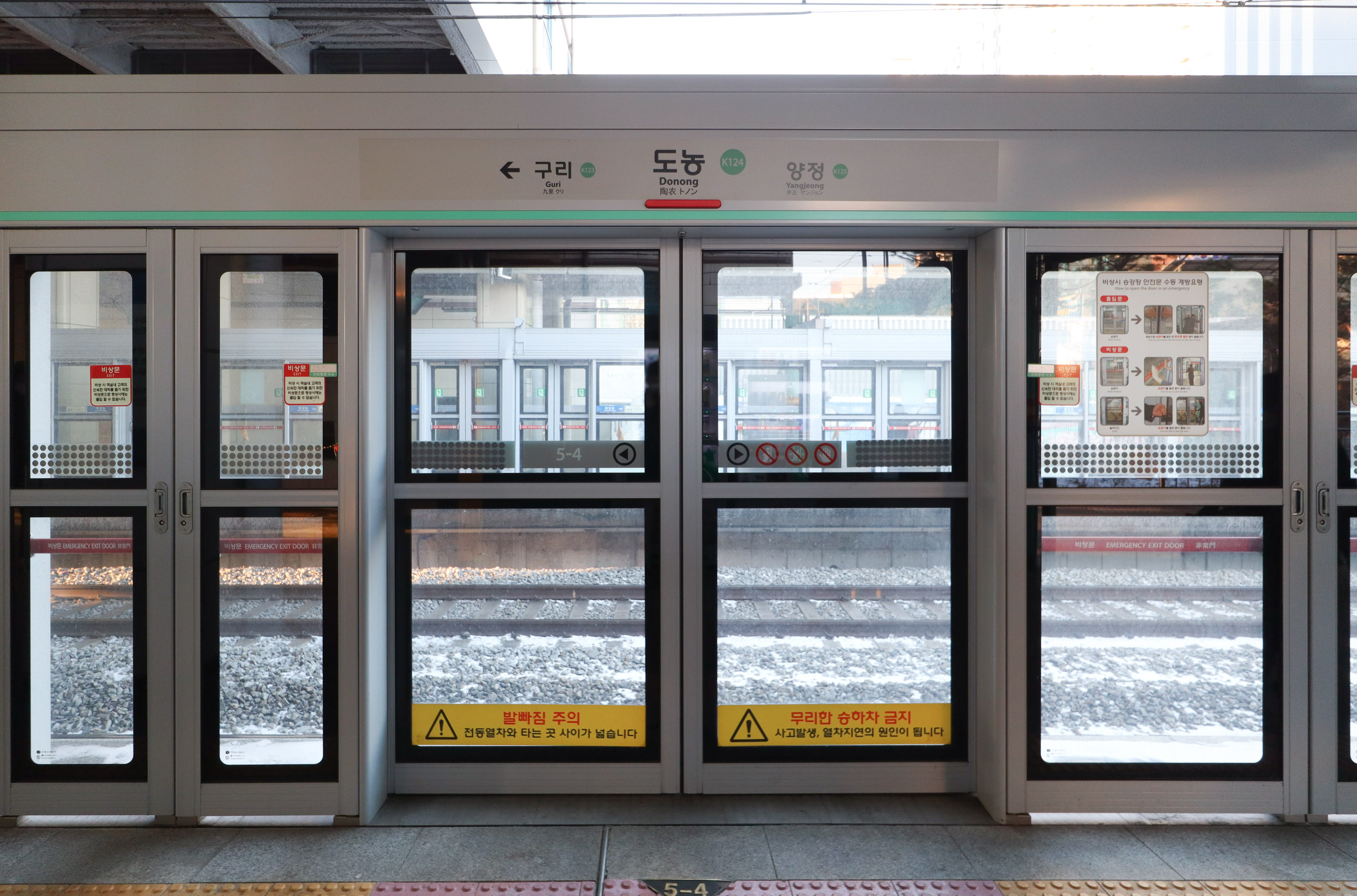
En 2022.
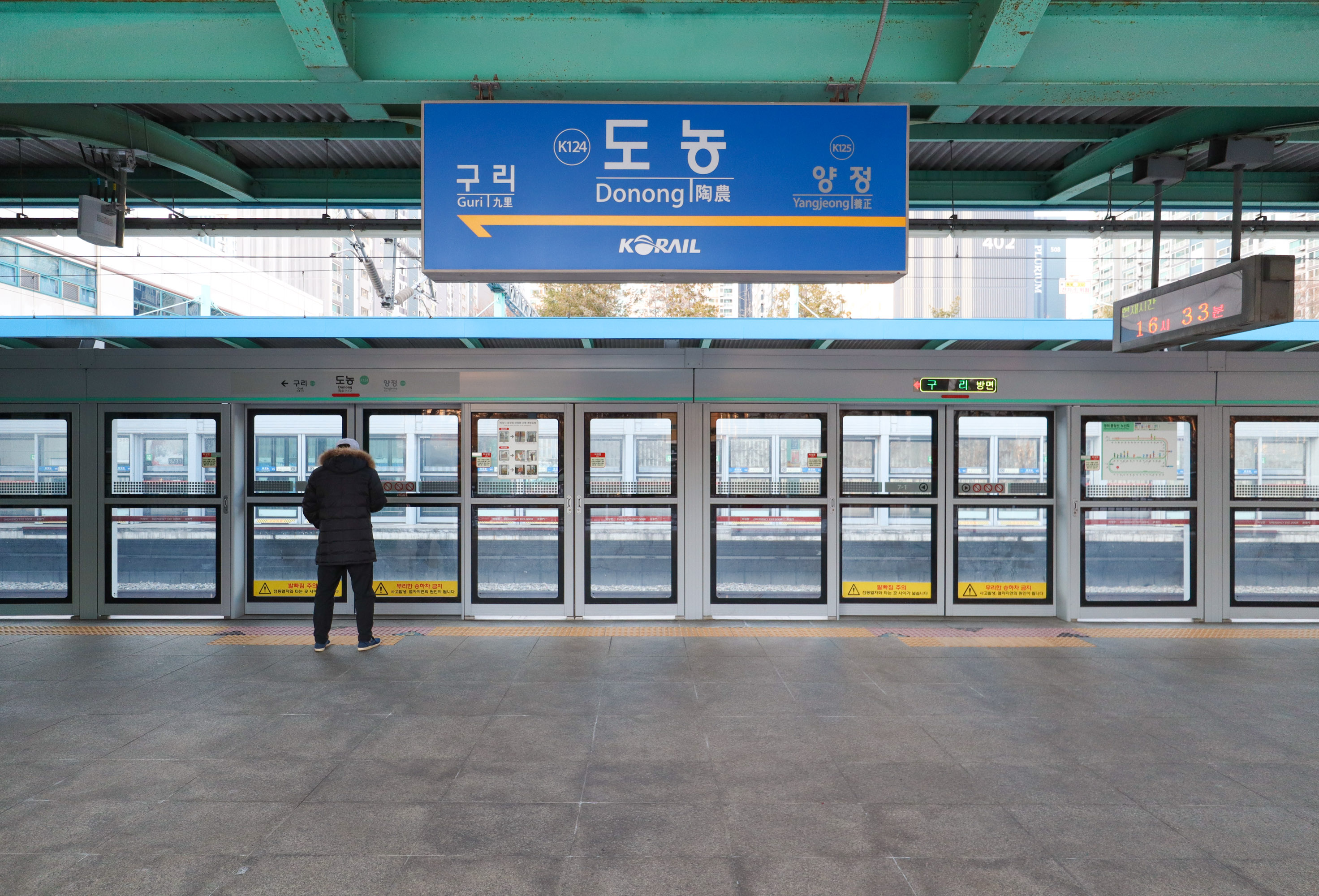
En 2022.

### Intermodalité
Des arrêts de bus sont situés à proximité.